# City Hunter Special: Un complotto da un milione di dollari
City Hunter Special: Un complotto da un milione di dollari (シティーハンター 百万ドルの陰謀?, City Hunter: Million Dollar Conspiracy), talvolta contratto in City Hunter: M$P, è un OAV, tratto dalla serie televisiva City Hunter. Il film è uscito in Giappone il 25 agosto 1990, mentre è stato pubblicato in Italia in VHS e DVD dalla Yamato Video, e trasmesso su MTV Italia nel 2004, sul canale satellitare Man-Ga nell'ottobre 2011 e su Italia 2 il 30 settembre 2020, per la prima volta in versione rimasterizzata.

## Trama
Emily O'Hara è una bella ragazza americana la cui vita è minacciata da un uomo di nome Douglas, un ex spasimante, che uccide la gente usando modellini di auto, aerei ed elicotteri modificati con armi vere. Per salvarsi chiede la protezione di City Hunter in cambio di 1.000.000 di dollari e un anticipo di 10.000; ovviamente Ryo Saeba e Kaori Makimura accettano l'incarico, ma via via che procedono nel lavoro, si accorgono che forse le cose non sono così semplici come se le erano immaginate.
Emily è della CIA, e il suo capo Dick le ha ordinato di avvicinare Ryo per arrivare a Douglas, un killer che ha ucciso molti agenti della CIA, compreso il fratello di Emily; ma alla fine Ryo svela che a monte della faccenda c'è lo stesso Dick, che ormai fa il doppio gioco da così tanto tempo che nessuno dei suoi datori di lavoro si fida veramente di lui; Douglas è il suo esecutore per gli affari sporchi da tenere nascosti, però sta diventando incontrollabile e ingombrante, per cui Dick lo ha mandato ad uccidere Saeba sicuro che Ryo avrà la meglio; Douglas sente tutto e decide di far saltare il suo nascondiglio, un vecchio autodromo; Ryo lo immobilizza e disarma Dick, che viene poi ferito ed arrestato da Emily.
Alla partenza Emily promette che passerà ad un incarico d'ufficio. Ryo festeggia perché nonostante tutto la CIA ha pagato il milione, per comprare il suo silenzio ed evitare una figuraccia; ma l'allegria è di breve durata: l'assegno da un milione viene sequestrato da Saeko, per coprire i danni all'autodromo, e l'assegno da diecimila viene preso da Umibozu per i danni arretrati al bar!

## Colonna sonora
Sigla di chiusura
- More, More Shiwase cantata da Yoko Oginome